# Río Oñar
El Oñar (en catalán Onyar, en latín Undarius) es un río de Cataluña (España), afluente del río Ter por la derecha. Nace en el macizo de las Guillerías, en la sierra prelitoral. Cruza la ciudad de Gerona de sur a norte, que la divide en dos partes desiguales, la mayor de les cuales, la más antigua, está en la orilla derecha; y la menor, la más moderna, en continuo crecimiento, situada toda en el llano y en el mencionado Mercadal, en la orilla izquierda.
El Oñar recibe dentro de Gerona las aguas que provienen de la acequia Monar o Conda (procedentes a su vez del Ter), que atraviesa el Mercadal y regaba los huertos que allí había. Más al norte se le suman las aguas del Güell, al lado del Ferrocarril, y casi enfrente de su confluencia con este se unen las del Galligans. A unos 300 metros, el Oñar desemboca en el Ter, en el barrio de Pedret. Los desbordamientos del río Oñar han hecho estragos en la ciudad. Se ha procurado defenderse de sus peligros y por otra parte también de embellecerlo.
La División Hidráulica del Pirineo Oriental, a petición del Ayuntamiento, propuso cuatro soluciones basadas en la desviación del curso del río y de su recorrido. Al final se aprobó el proyecto consistente en la construcción de sólidos muros laterales, las superficies superiores de los cuales dieron lugar a dos nuevas vías urbanas. Este proyecto fue considerado como el más económico y que además no privaba a Gerona de la gracia y el encanto que tiene siempre una vía fluvial.

## Afluentes
- Riera Gotarra
- Río Bogantó
- Río Galligans

## Poblaciones que atraviesa
Principales poblaciones que atraviesa:
- Palol de Oñar
- Viloví de Oñar
- Gerona